# Anna Meklenburská
Anna Meklenburská (14. října 1533 – 4. července 1602) byla kuronskou a zemgalskou vévodkyní. Narodila se jako dcera Albrechta VII. Meklenburského a Anny Braniborské. Anna je první ženou v Livonsku, jejíž život je zcela historicky potvrzen.

## Manželství a potomci
11. března 1566 se Anna v Královci provdala za kuronsko-zemgalského vévodu Gottharda Kettlera (1517–1587), s nímž měla několik dětí:
- 1. Anna Kettlerová (29. 1. 1567 Jelgava – 19. 9. 1617 Tykocin), dvorní dáma královny Anny Habsburské[1]
⚭ 1586 Albrecht Radziwiłł (8. 3. 1558 Vilnius – 13. 6. 1592 Krakov)[2][3]
- 2. Bedřich Kettler (25. 11. 1569 Jelgava – 16. 8. 1642 tamtéž), vévoda kuronský a zemgalský od roku 1587 až do své smrti[4]
⚭ 1600 Alžběta Magdalena Pomořanská (14. 6. 1580 Volehošť  – 23. 2. 1649 Jelgava)[5]
- 3. Vilém Kettler (20. 6. 1574 Jelgava – 7. 4. 1640 Kukułowo)[6]
⚭ 1609 Sofie Pruská (31. 3. 1582 Královec – 24. 11. 1610 Kuldīga)[7]